# José Ángel Toirac Batista
José Ángel Toirac Batista (Guantánamo, Cuba; abril de 1966) es un pintor cubano. Desde 1979 a 1981 estudió en Escuela Elemental de Artes Plásticas 23 y C, en La Habana. Entre 1981-1985 estudió pintura en Escuela Provincial de Artes Plásticas "San Alejandro" en la misma ciudad. Desde 1985 a 1990 estudió pintura en el Instituto Superior de Arte (ISA). Desde 1988 a 1992 fue miembro del Grupo cubano ABTV.

## Exposiciones individuales
Entre las exposiciones personales que ha realizado se encuentra en 1992 T&T. Todo para Vender, en  Galería Habana, en Cuba. En 1996 presentó Death and Representation (exhumations), en  la Ludwig Forum für Internationale Kunst, Aquisgrán, Alemania. En 1997 muestra sus piezas en el Centro de Desarrollo de las Artes Visuales de Cuba con la muestra Habana: tenemos lo que a usted le gusta y lo que aún no sabe que le gusta.

## Exposiciones colectivas
Como parte de las muestras colectivas de las que ha sido parte se encuentra  Suave y fresco, en el Museo Nacional de Bellas Artes, en  La Habana, Cuba, en 1988.  En 1992 conformó  la selección de la muestra Von Dort aus: Kuba, en  Ludwig Forum für Internationale Kunst, Aquisgrán, Alemania. En 1995 sus obras fueron incluidas en El rojo y el verde, en la I Bienal Internacional de Grupo Galerie Cargo, Francia. Al año siguiente 1996 participó en la  Foire Internationale d'Art Contemporain (FIAC), en París. En 1997 fue parte de la muestra Cuban Contemporary Art, en el Urasoe Museum, Okinawa, Japón.

## Premios
Entre los premios obtenidos durante su carrera artística se encuentran en 1992 Beca de la escuela Agustín Parejo en  Málaga, España. En 1996 obtuvo la  Beca de la Ludwig Forum für Internationale Kunst, Aquisgrán, Alemania. En 1998 obtuvo el premio de Curaduría del II Salón de Arte Contemporáneo por  exposición Jao Moch. Homenaje a Antonia Eiriz, La Habana, Cuba. En 2018 recibe el Premio Nacional de Artes Plásticas, que confiere el Consejo Nacional de las Artes Plásticas de Cuba.